# Irondale River
Irondale River är ett vattendrag i Kanada.   Det ligger i provinsen Ontario, i den sydöstra delen av landet, 240 km väster om huvudstaden Ottawa.
I omgivningarna runt Irondale River växer i huvudsak blandskog. Trakten runt Irondale River är nära nog obefolkad, med mindre än två invånare per kvadratkilometer.